# Заслуженный работник культуры Азербайджана
«Заслуженный работник культуры» (азерб. Əməkdar mədəniyyət işçisi) — почетное звание Азербайджанской Республики, присваиваемое за особые заслуги в развитии культуры работникам культурно-просветительских учреждений, редакций газет и журналов, издательств, книжной торговли, полиграфических предприятий, телевидения, радиопередач, кино, туристическо-экскурсионных организаций, управлений, участникам художественной самодеятельности и другим работникам системы управлений и организаций культуры проработавшим в сфере культуры 20 лет.

## Присвоение
Президент Азербайджанской Республики присваивает почетное звание по личной инициативе, а также по предложению Национального собрания и Кабинета министров.
Почетное звание присваивается только гражданам Азербайджанской Республики. Согласно указу почетное звание «Заслуженный работник культуры» не может быть присвоено одному и тому же лицу повторно.
Удостоенное почетного звания лицо может быть лишено почетного звания в случае:
1. осуждении за тяжкое преступление;
2. совершения проступка, запятнавшего почетное звание

## Указ об учреждении
Почетное звание «Заслуженный работник культуры» было учреждено указом Президента Азербайджанской Республики от 22 мая 1998 года наряду с некоторыми другими званиями: 
В целях оценки труда лиц, достигших больших успехов в развитии в нашей республике культуры, литературы, науки, образования и здравоохранения, в целом на пути прогресса страны, учитывая многочисленные обращения различных организаций, отдельных граждан по этому вопросу и руководствуясь пунктом 32 статьи 109 Конституции Азербайджанской Республики, постановляю: 
Учредить почетное звание в области культуры «Заслуженный работник культуры».

## Описание
Лица, удостоенные почетного звания «Заслуженный работник культуры» Азербайджанской Республики также получают удостоверение и нагрудный знак почетного звания Азербайджанской Республики. Нагрудной знак почетного звания носится на правой стороне груди.